# USA:s handelsdepartement
USA:s handelsdepartement (engelska: United States Department of Commerce) är landets handelsministerium och ingår i den verkställande grenen av USA:s federala statsmakt.

## Bakgrund
Den 14 februari 1903 grundades departementet United States Department of Commerce and Labor när USA:s president Theodore Roosevelt undertecknade lagen från USA:s kongress som skapade det. Den 4 mars 1913 delades departementet upp i ett handelsdepartement och ett separat arbetsdepartement.

## Ledning

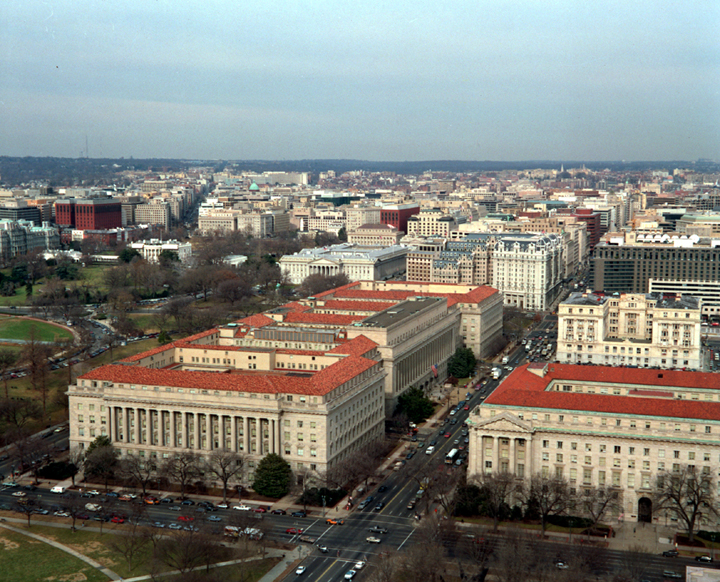
Herbert C. Hoover Building är handelsdepartementets säte.

Chef för departementet är USA:s handelsminister (engelska: Secretary of Commerce) som utses av USA:s president med senatens råd och samtycke (godkännande). Handelsministern har vid sin sida biträdande handelsministern (engelska: Deputy Secretary of Commerce) samt flera understatssekreterare som även dessa utses av presidenten med senatens godkännande.

## Myndigheter
I det amerikanska handelsdepartementet ingår flera myndigheter:
| Sigill | Namn                                            | Bildad    | Not         |
| ------ | ----------------------------------------------- | --------- | ----------- |
|        | Bureau of Industry and Security                 | 1987/2001 | [ 1 ]       |
|        | Economics and Statistics Administration         | 1961      | [ 1 ]       |
|        | International Trade Administration              | 1980      | [ 1 ]       |
|        | National Institute of Standards and Technology  | 1901/1988 | [ 4 ] [ 1 ] |
|        | National Oceanic and Atmospheric Administration | 1970      | [ 4 ] [ 1 ] |
|        | National Technical Information Service          | 1945/1970 | [ 1 ]       |
|        | United States Census Bureau                     | 1902      | [ 4 ] [ 1 ] |
|        | United States Patent and Trademark Office       | 1836/1975 | [ 4 ] [ 1 ] |